# 梵语文学
古典梵语诗歌 (Sanskrit literature)，一段可以分作“大诗”(Mahakavya)和“小诗”(khandakavya)两大类。
“大诗”指的是叙事诗，“小诗”指的是抒情诗。古典梵语叙事诗导源于两大史诗，特别是《罗摩衍那》；现存最早的古典梵语叙事诗是一二世纪佛教詩人马鸣的《佛所行赞》和《美难陀传》(Saundarananda)。
古典梵语诗的题材大多取于两大史诗摩訶婆羅多和羅摩衍那外，並融入古代神话、历史與传说等；內容上一般部少不了关于爱情、战斗和风景的描绘，形式上重視文彩，讲究修辞。迦梨陀娑的《罗怙世系》與《鸠摩罗出世》、婆罗维的《野人和阿周那》、摩伽的《童护伏诛记》和室利诃奢的《尼奢陀王传》被视为五部主要的“大诗”。
古典梵语抒情诗的按内容分有四种：颂扬神祇的赞颂诗、描写自然风光的风景诗、描写爱情生活的爱情待、表达人生哲理的格言诗。其是爱情诗情浓烈，比喻优美，占据优势地位。古典梵语抒情诗的主要代表作有迦梨陀娑的《云使》、伐致呵利《三百咏》、阿麾罗《百咏》、胜天《牧童歌》等。
古典梵语戏剧现存最早的作品是马鸣的梵语剧本残卷。梵剧的艺术特征是：
- 戏文韵散杂探。一般地说，诗歌大约占据全部戏文的一半，而且戏文的魅力，也主要表现在诗歌上。
- 梵语和俗语杂糠。剧中社会地位高的：人物使用梵语，社会地位低的人物使用各种俗语。剧中的丑角虽然是婆罗门，也使用俗语。妇女不管、出身高低，一般使用俗语。
- 剧中各幕的地点和时间可以自由变换。
- 剧中有丑角。这个丑角一般是国王的弄臣或富人的清客，出身婆罗门，相貌丑陋，在剧中起插科打诨的作用。
- 剧本有开坊献诗，然后是序幕，由舞台监督介绍剧本作者和主要剧情，引出剧中人物。两之间时常有插曲，向观众介绍幕后正在成已经发生的事件，剧末还有终场献诗。*剧情通话以“大团圆”收场，因此古典兹语戏剧绝大多数是喜剧或悲喜剧，缺少悲剧。

古典小说采用散文体，地位不高，是在两大史诗、古典梵语叙事诗和民间故事的基础上发展而成的。现存最早的这类作品产生于六、七世纪，即苏般度的《仙赐传》、波那的《迎丹波利》和擅丁的《十王子传》。从这些古典梵语小说可以看出，它们在题材上继承民间故事的世俗性，在叙事方式上继承两大史诗和民间故事集的框架式结构，在语言和修辞方式上继承古典梵语叙事诗的风格。
12世纪后梵语文学衰落，但印度和西方接触后也出现了一些现代梵语作品。维纳耶克的《英国月光》和快名作者的《历史乌金》是比较早的历史著作；坦焦尔的拉默斯瓦米·拉贾论述英国的《英王大花园》(1894)也包括有印度著名人物的生平事迹。迪鲁默勒·布格伯德南·希利尼瓦萨加尔耶在他的《英德大战记》中描写了第一次世界大战。A．高巴勒·艾衍加尔写了一首诗歌《叶度钟情》(1937)描述英王爱德华八世不爱江山爱美人的故事。